# Langdistanceløber
En langdistanceløber er en bred betegnelse for en atletikudøver, der konkurrerer på distancerne, 5.000 meter, 10.000 meter, halvmarathon og marathon. 